# Liste der naturräumlichen Einheiten in Rheinland-Pfalz

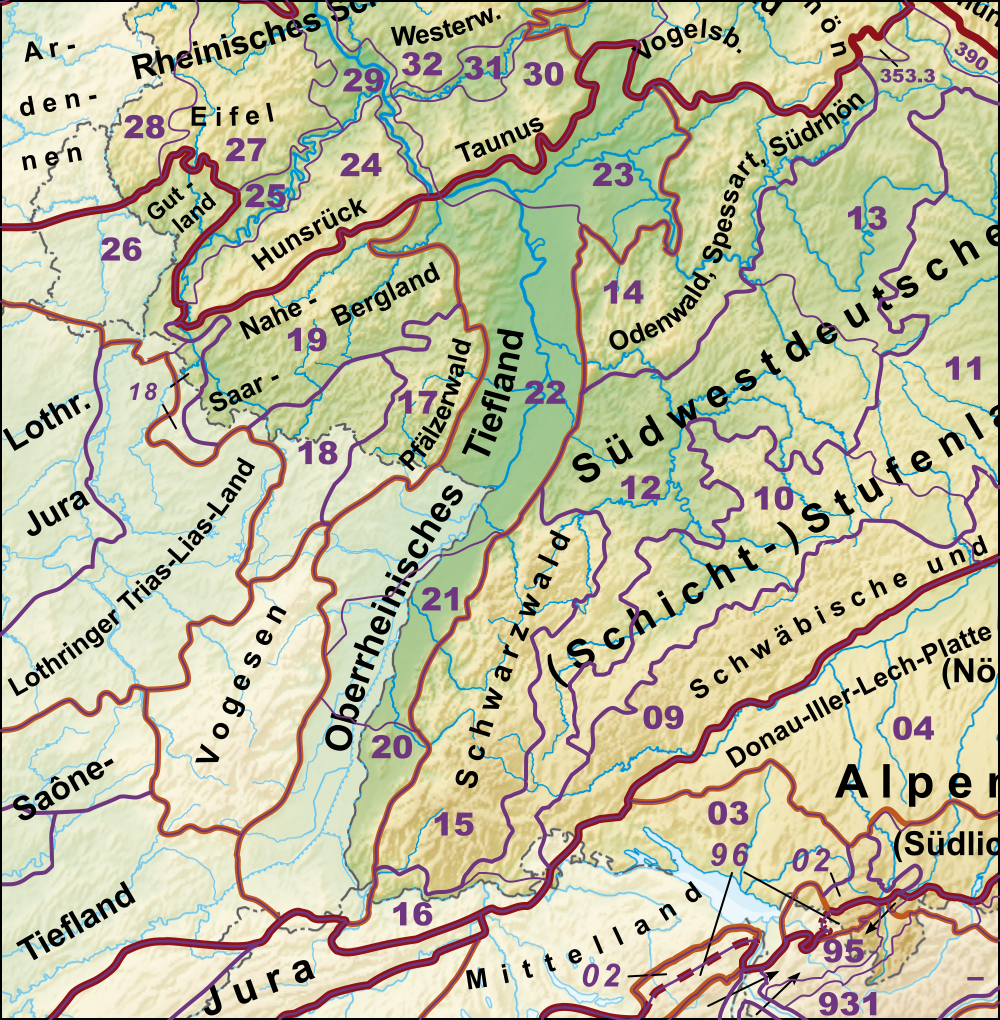

Diese Liste der naturräumlichen Einheiten in Rheinland-Pfalz gibt die naturräumliche Gliederung höherer Ordnung wieder, soweit sie ganz oder teilweise auf dem Gebiet von Rheinland-Pfalz liegen. Sie beruht auf der naturräumlichen Gliederung für Deutschland, wie sie seit den 1950er Jahren vorgenommen und im Handbuch der naturräumlichen Gliederung Deutschlands vorgestellt wurde, nach dem Landesamt für Umwelt, Wasserwirtschaft und Gewerbeaufsicht in diesem Bundesland. Die Einheiten gliedern sich in Haupteinheitengruppen (zweistellig), Haupteinheiten (dreistellig) und Untereinheiten (Nachkommastellen). Letztere entstammen den Einzelblättern 1:200.000, die als verfeinernde Nachfolgepublikationen zum Handbuch erschienen.
Im Jahr 1994 nahm das Bundesamt für Naturschutz (BfN) eine Neustrukturierung der Haupteinheitengruppen vor, die sich jedoch darauf beschränkte, in Einzelfällen mehrere Gruppen zu einer zusammenzufassen und ansonsten neue zweistellige Kennzahlen mit vorangestelltem „D“ zuzuweisen. Diese finden jedoch außerhalb des BfN kaum Verwendung, da sie nicht mit der Bezifferung der feineren Einheiten kompatibel sind. Die Kennziffern nach BfN sind jeweils in Klammern gesetzt.
Des naturräumlichen Einheiten sind nicht auf das Bundesland Rheinland-Pfalz beschränkt und setzen sich an den Landesgrenzen nahtlos in benachbarte Bundesländer fort.

## Gliederung
Alle folgenden Flächenangaben in km² beziehen sich auf den im Bundesland vorliegenden Anteil.
Die auf dem Landesgebiet liegenden Haupteinheitengruppen lassen sich fast ausschließlich den Großregionen 1. Ordnung Schichtstufenland (17–23, 26) und Mittelgebirgsschwelle (24–25, 27–33) zuordnen, während nur die lediglich mit randlichen Teilen zweier Untereinheiten auf rheinland-pfälzischem Gebiet gelegene Haupteinheitengruppe Niederrheinische Bucht (55) zur Großregion Norddeutsches Tiefland gehört.

### 17Haardtgebirge(D51)
Gesamtfläche: 1.621,0454 km²
- 170 Pfälzerwald (1.355,9044 km²)
  - 170.0 Unterer Pfälzer Wald (240,9327 km²)
    - 170.00 Otterberger Wald (38,1169 km²)
    - 170.01 Sembacher Platten (21,7473 km²)
    - 170.02 Stumpfwald (136,2592 km²)
    - 170.03 Leininger Sporn (44,8093 km²)

  - 170.1 Neustädter Gebirgsrand (98,0820 km²)
  - 170.2 Tal-Pfälzer-Wald (382,3687 km²)
  - 170.3 Hoher Pfälzer Wald (44,3397 km²)
  - 170.4 Westlicher Pfälzer Wald (280,0978 km²)
  - 170.5 Oberer Mundatwald mit Hochwald und Lembacher Graben (96,8417 km²)
  - 170.6 Bergland an der Oberen Lauter mit Bitscher Waldbruchniederung (213,2418 km²)
- 171 Dahn-Annweiler-Felsenland (265,1409 km²)
  - 171.0 Annweiler-Albersweiler-Ausraum (Trifelsland) (58,5201 km²)
  - 171.1 Dahner Felsenland (160,2546 km²)
  - 171.2 Stürzelbronn-Schönauer Felsenland (46,3662 km²)

### 18Pfälzisch-Saarländisches Muschelkalkgebiet(D50)
Gesamtfläche: 632,8661 km²
- 180 Zweibrücker Westrich (632,8661 km²)
  - 180.0 Sickinger Stufe (36,0601 km²)
  - 180.1 Östlicher Westrichrand (135,5350 km²)
    - 180.10 Moosalbtalgebiet (87,1913 km²)
    - 180.11 Eppenbrunner Hügelland (48,3437 km²)

  - 180.2 Sickinger Höhe (211,9896 km²)
  - 180.3 Zweibrücker Hügelland (249,2814 km²)
    - 180.30 Untere Schwarzbach-Talweitung (91,2169 km²)
    - 180.31 Pirmasenser Hügelland (106,9717 km²)
    - 180.32 Schwalbhügelland (51,0927 km²)

### 19Saar-Nahe-Bergland(D52)
Gesamtfläche: 2.417,1731 km²
- 192 Kaiserslauterer Senke (208,6969 km²)
  - 192.0 Kaiserslauterer Becken (78,3041 km²)
  - 192.1 Spesbach-Landstuhler Bruch (67,0002 km²)
  - 192.2 Peterswaldmoor (30,2000 km²)
  - 192.3 Nördlicher Rand des Pfälzer Gebrüchs (30,3521 km²)
  - 192.4 Homburger Becken (0,7820 km²)
  - 192.5 Bexbacher Riedel (2,0585 km²)
- 193 Nordpfälzer Bergland (1.556,4017 km²)
  - 193.0 Kirner Nahetal (27,8728 km²)
  - 193.1 Glan-Alsenz-Höhen (850,1286 km²)
    - 193.10 Becherbach-Reidenbacher Gründe (88,1792 km²)
    - 193.11 Sien-Lauschieder Höhenrücken (65,0270 km²)
    - 193.12 Meisenheimer Höhen (83,6852 km²)
    - 193.13 Glantal (28,3065 km²)
    - 193.14 Alsenzer Höhen (289,0864 km²)
      - 193.140 Moschelhöhen (192,4905)
      - 193.141 Alsenztal (18,2324 km²)
      - 193.142 Appelhöhen (78,3634 km²)

    - 193.15 Wiesener Randhöhen (29,9469 km²)
    - 193.16 Lichtenberg-Höhenrücken (75,8992 km²)
    - 193.17 Untere Lauterhöhen (172,0931 km²)
    - 193.18 Obere Lauterhöhen (17,9051 km²)

  - 193.2 Potzberg-Königsberg-Gruppe (99,5140 km²)
  - 193.3 Kuseler Bergland (218,7684 km²)
    -       - 193.301 Brücken-Steinbacher Karboninsel (4,3103 km²)

  - 193.4 Donnersbergmassiv (225,7283 km²)
    - 193.40 Westliche Donnersbergrandhöhen (61,6459 km²)
    - 193.41 Hoher Donnersberg und Falkensteiner Berge (25,6042 km²)
      - 193.410 Falkensteiner Berge  (15,5923 km²)
      - 193.411 Hoher Donnersberg (10,0118 km²)

    - 193.42 Bürgerwald (47,3037 km²)
    - 193.43 Dannenfelser Randhügel (27,0386 km²)
    - 193.44 Kaiserstraßensenke (64,1359 km²)

  - 193.5 Porphyrbergland von Münster am Stein (110,0186 km²)
    - 193.50 Rotenfelsporphyrberge (83,5826 km²)
      - 193.500 Kreuznacher Hardt (5,7770 km²)
      - 193.501 Schloßböckelheimer Heide (10,3406 km²)
      - 193.502 Lemberg-Hochfläche (43,7367 km²)
      - 193.503 Rheingrafensteiner Hochfläche (23,7283 km²)

    - 193.51 Nahe-Alsenz-Felsental (17,5306 km²)
    - 193.52 Neubamberger Riegel (8,9054 km²)

  - 193.6 Höcherbergmassiv (3,5856 km²)
  - 193.7 Osterhöhen (20,7855 km²)
- 194 Oberes Nahebergland (466,1565 km²)
  - 194.0 Idarvorberge (198,2668 km²)
    - 194.00 Obersteiner Vorberge (91,8765 km²)
    - 194.01 Bergener Hochfläche (17,0347 km²)
    - 194.02 Obersteiner Naheengtal (51,3975 km²)
    - 194.03 Leiseler-Hochwald-Vorstufe (37,9582 km²)

  - 194.1 Baumholder Hochland (238,5362 km²)
    - 194.10 Obersteiner Winterhauch (38,2036 km²)
    - 194.11 Baumholder Platte (184,4810 km²)
    - 194.12 Birkenfelder Platte (15,8515 km²)

  - 194.2 Hirsteiner Bergland (0,5932 km²)
  - 194.3 Nohfeldener Bergland (17,7407 km²)
    - 194.30 Nohfeldener Kuppen (17,7407 km²)

  - 194.5 Primshochland (1,4234 km²)
    - 194.54 Söterner Mulde (1,4234 km²)

  - 194.7 Prims-Traun-Senke (9,5961 km²)
- 195 Soonwaldvorstufe (124,8602 km²)
  - 195.0 Vorstufe des Großen Soon (110,4880 km²)
    - 195.00 Seesbach-Spabrücker Hochfläche (70,1168 km²)
    - 195.01 Gauchsbergrücken (32,3801 km²)
    - 195.02 Wingertsgründe (7,9911 km²)

  - 195.1 Hennweiler Hochfläche (14,3722 km²)
- 196 Sobernheimer Talweitung (60,9246 km²)
- 199 Hochwaldvorland (0,1332 km²)
  - 199.2 Weiskirchener Hochwald-Vorstufe (0,1332 km²)

### 22 NördlichesOberrheintiefland(zu D53)
Gesamtfläche: 3.177,6659 km²
- 220 Haardtrand (253,4797 km²)
  - 220.0 Unterhaardt (26,1629 km²)
  - 220.1 Mittelhaardt (23,4873 km²)
  - 220.2 Oberhaardt (203,8295 km²)
    - 220.20 Nördliche Oberhaardt (64,3109 km²)
    - 220.21 Südliche Oberhaardt (139,5186 km²)
- 221 Vorderpfälzer Tiefland (1.095,0869 km²)
  - 221.1 Bienwald (151,5257 km²)
    - 221.101 Büchelberger Kalkbuckel (3,9499 km²)

  - 221.2 Klingbach-Erlenbach-Platte (168,3638 km²)
    - 221.20 Kandeler Lössriegel (22,9018 km²)
    - 221.21 Erlenbach-Niederung (10,4905 km²)
    - 221.22 Mühlhofen-Rheinzaberner Riedel (31,3867 km²)
    - 221.23 Klingbachniederung (34,3784 km²)
    - 221.24 Herxheim-Offenbacher Lössplatte (69,2065 km²)

  - 221.3 Queichschwemmkegel (99,6106 km²)
  - 221.4 Schwegenheimer Lössplatte (136,2608 km²)
  - 221.5 Speyerbachschwemmkegel (153,9102 km²)
  - 221.6 Böhler Lössplatte (111,2066 km²)
  - 221.7 Vorderpfälzer Riedel (76,8037 km²)
    - 221.70 Freinsheimer Riedel (61,2935 km²)
    - 221.71 Isenachschwemmkegel (15,5102 km²)
    - 221.80 Frankenthaler Terrasse (146,8979 km²)
    - 221.81 Wormser Terrasse (50,5076 km²)
- 222 Nördliche Oberrheinniederung (367,7325 km²)
  - 222.1 Mannheim-Oppenheimer Rheinniederung (152,6677 km²)
  - 222.2 Speyerer Rheinniederung (104,7288 km²)
  - 222.3 Maxauer Rheinniederung (110,3361 km²)
- 227 Rheinhessisches Tafel- und Hügelland (124.628,43 km²)
  - 227.0 Wöllsteiner Hügelland (143,2735 km²)
  - 227.1 Nördliches Tafelland (276,5026 km²)
    - 227.10 Rheinhessische Randstufe (54,3675 km²)
    - 227.11 Westplateau (92,9755 km²)
    - 227.12 Wackernheimer Randstufe (5,5160 km²)
    - 227.13 Ostplateau und Bretzenheimer Höhe (115,9352 km²)
      - 227.130 Ostplateau (69,0207 km²)
      - 227.131 Bretzenheimer Höhe (46,9145 km²)

    - 227.14 Laubenheimer Berg (7,7083 km²)

  - 227.2 Selztal (169,8165 km²)
    - 227.20 Unteres Selztal (56,0822 km²)
    - 227.21 Mittleres Selzbecken (113,7344 km²)

  - 227.3 Östliche Randhöhen (131,6660 km²)
    - 227.30 Gaustraßenhöhe (109,4476 km²)
    - 227.31 Nierstein-Guntersblumer Berg (22,2184 km²)

  - 227.4 Alzeyer Hügelland (262,6165 km²)
    - 227.40 Alzey-Ilbesheimer Höhen (155,5389 km²)
      - 227.400 Inneres Alzeyer Hügelland (87,8064 km²)
      - 227.401 Ilbesheimer Lösschwelle (67,7325 km²)

    - 227.41 Bolander Randhöhen (44,5804 km²)
    - 227.42 Göllheimer Hügelland (62,4973 km²)

  - 227.5 Pfrimmgebiet (229,0255 km²)
    - 227.50 Mittleres Pfrimmtal (27,7106 km²)
    - 227.51 Unteres Pfrimmhügelland (201,3149 km²)

  - 227.6 Eisenberger Becken (33,3837 km²)
- 228 Unteres Nahehügelland (168,1052 km²)
  - 228.0 Kreuznacher Lösshügelland (136,4425 km²)
    - 228.00 Inneres Kreuznacher Lösshügelland (60,8181 km²)
    - 228.01 Äußeres Kreuznacher Lösshügelland (75,6244 km²)

  - 228.1 Binger Wald-Vorland (31,6628 km²)
    - 228.10 Waldalgesheimer Kalkmulde (14,9134 km²)
    - 228.11 Stromberger Talkessel (3,8128 km²)
    - 228.12 Horetriegel (6,8191 km²)
    - 228.13 Rochusbergdurchbruch (1,8216 km²)
    - 228.14 Rochusberg (4,2958 km²)
- 229 Untere Naheebene (46,9772 km²)
  -     - 229.00 Naheniederung (26,3306 km²)
    - 229.01 Büdesheimer Ebene (15,2725 km²)
    - 229.02 Ockenheimer Schwelle (5,3741 km²)

### 23Rhein-Main-Tiefland(zu D53)
Gesamtfläche: 99,3996 km²
- 232 Untermainebene (13,1896 km²)
  - 232.0 Rhein-Mainniederung (13,1896 km²)
    - 232.00 Bodenheimer Aue (9,2528 km²)
    - 232.01 Mainmündungsaue (3,9367 km²)
- 237 Ingelheim-Mainzer Rheinebene (86,2101 km²)
- 237.0 Mainz-Gaulsheimer Rheinaue (34,0995 km²)
  - 237.1 Mainz-Gaualgesheimer Terrassen (52,1106 km²)
    - 237.10 Gau-Algesheimer Terrasse (9,5265 km²)
    - 237.11 Mainz-Ingelheimer Sand (42,5840 km²)

### 24Hunsrück(D42)
Gesamtfläche: 2.607,2001 km²
- 240 Soonwald (276,6139 km²)
  - 240.0 Binger Wald (54,3761 km²)
  - 240.1 Großer Soon (192,1955 km²)

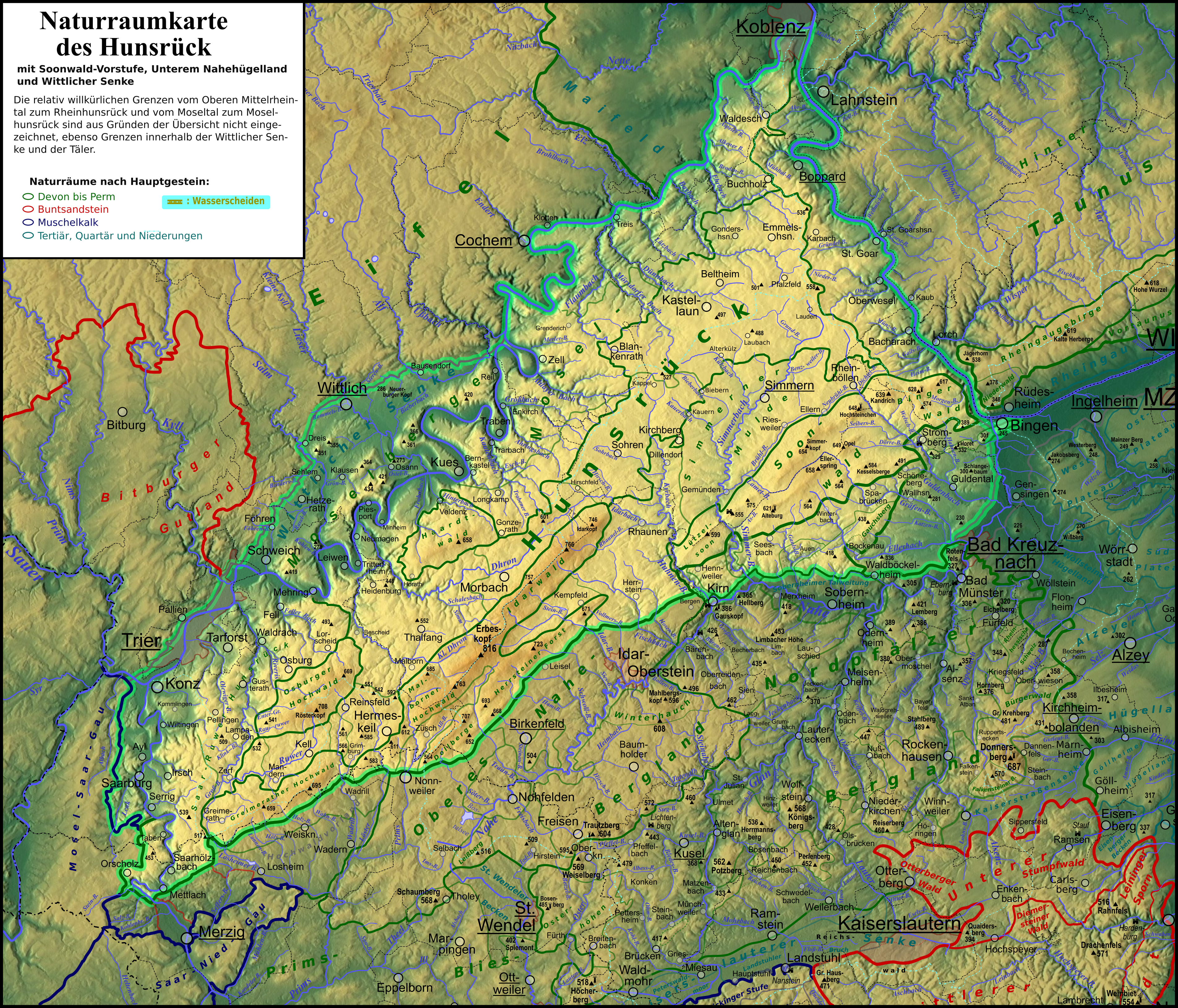
Naturraumkarte Hunsrück

    - 240.10 Guldenbachdurchbruch (17,2938 km²)
    - 240.11 Großer Soon (160,4805 km²)
    - 240.12 Simmerbachdurchbruch (14,4213 km²)

  - 240.2 Lützelsoon und Hahnenbachdurchbruch (30,0422 km²)
    - 240.20 Lützelsoon (19,5752 km²)
    - 240.21 Hahnenbachdurchbruch (10,4670 km²)
- 241 Simmerner Mulde (372,8442 km²)
  - 241.0 Simmerner Hochmulde (197,2053 km²)
    - 241.00 Obere Simmerner Mulde (83,9876 km²)
    - 241.01 Untere Simmerner Mulde (113,2177 km²)

  - 241.1 Idar-Soon-Pforte (146,3603 km²)
  - 241.2 Kempfelder Hochmulde (29,2786 km²)
- 242 Hoch- und Idarwald (387,1937 km²)
  - 242.0 Schwarzwälder Hochwald (189,1041 km²)
    - 242.00 Greimerather Hochwald (63,6590 km²)
    - 242.01 Malborner Hochwald (47,8146 km²)
    - 242.02 Dollberge und Herrsteiner Forst (77,6305 km²)

  - 242.1 Züscher Hochmulde (21,0941 km²)
  - 242.2 Idarwald (101,8074 km²)
  - 242.3 Osburger Hochwald (75,1880 km²)
- 243 Hunsrückhochfläche (762,8902 km²)
  - 243.0 Kirchberger Hochflächenrand (115,5219 km²)
  - 243.1 Nordöstliche Hunsrückhochfläche (334,5827 km²)
    - 243.10 Innere Hunsrückhochfläche (210,1656 km²)
    - 243.11 Äußere Hunsrückhochfläche (124,4171 km²)

  - 243.2 Mittlere Hunsrückhochfläche (223,8673 km²)
    - 243.20 Hermeskeiler Mulde (155,5687 km²)
    - 243.21 Morbacher Mulde (68,2986 km²)

  - 243.3 Keller Mulde (88,9183 km²)
- 244 Rheinhunsrück (132,8629 km²)
  - 244.0 Südöstlicher Rheinhunsrück (81,5026 km²)
  - 244.1 Mittlerer Rheinhunsrück (13,4824 km²)
  - 244.2 Waldescher Rheinhunsrück (37,8779 km²)
- 245 Moselhunsrück (479,0470 km²)
  - 245.0 Haardtwald (58,0538 km²)
  - 245.1 Südwestlicher Moselhunsrück (78,1784 km²)
  - 245.2 Grendericher Riedelland (167,3647 km²)
  - 245.3 Nordöstlicher Moselhunsrück (175,4502 km²)
- 246 Saar-Ruwer-Hunsrück (195,7483 km²)
  - 246.0 Orscholzer Riegel (8,0381 km²)
    - 246.00 "Schwarzbruch" (0,1773 km²)
    - 246.01 Orscholz-Tabener Riegel (7,8609 km²)

  - 246.1 Mettlacher Saarengtal (8,9164 km²)
    - 246.12 Saarhölzbacher Engtal (8,9164 km²)

  - 246.2 Saar-Hunsrück (37,6368 km²)
  - 246.3 Ruwer-Hunsrück (141,1570 km²)
    - 246.30 Pellinger Hochflächen (39,6275 km²)
    - 246.31 Ruwerengtal (39,5006 km²)
    - 246.32 Osburger Hunsrück (62,0289 km²)

### 25Moseltal(D43)
Gesamtfläche: 862,7066 km²
- 250 Mittleres Moseltal (55.861,37 km²)
  - 250.0 Trierer Talweitung (124,6530 km²)
    - 250.00 Trierer Moseltal (59,1092 km²)
    - 250.01 Palliener Sandsteinfelsen (15,4936 km²)
    - 250.02 Tarforster Plateau (41,1533 km²)
    - 250.03 Unteres Ruwertal (8,8969 km²)

  - 250.1 Hunsrück-Randhöhen (76,6217 km²)
    - 250.10 Leiwener Moselrandhöhen (41,5322 km²)
    - 250.11 Enkircher Moselrandhöhen (35,0895 km²)

  - 250.2 Moselberge (62,5583 km²)
  - 250.3 Mittelmosel (294,7808 km²)
    - 250.30 Neumagener Moselschlingen (74,6307 km²)
    - 250.31 Osann-Veldenzer Umlaufberge (50,7082 km²)
    - 250.32 Traben-Trarbach-Zeller Moselschlingen (91,5854 km²)
    - 250.33 Cochemer Krampen (48,7421 km²)
    - 250.34 Klotten-Treiser Moseltal (29,1144 km²)
- 251 Wittlicher Senke (178,9871 km²)
  - 251.0 Südliche Senke (41,4446 km²)
    - 251.00 Föhrener Kuppenland (13,1160 km²)
    - 251.01 Hetzerather Plateau (28,3285 km²)

  - 251.1 Salm-Lieser-Senke (82,7963 km²)
    - 251.10 Sehlemer Salmtal (17,0937 km²)
    - 251.11 Dreiser Tal (14,6684 km²)
    - 251.12 Wittlicher Tal (51,0343 km²)
      - 251.121 Neuerburger Kopf (0,0564 km²)
      - 251.122 Lüxeberg (0,0476 km²)

  - 251.2 Klausener Hügelland (35,2618 km²)
  - 251.3 Bausendorfer Alftal (19,4844 km²)
- 252 Unteres Saartal (125,1057 km²)
  - 252.0 Saarburger Wald (29,4076 km²)
  - 252.1 Saarburger Saartal (77,4116 km²)
    - 252.10 Saarburger Talweitung (28,6115 km²)
    - 252.11 Ayler Umlauftal (27,3071 km²)
    - 252.12 Kommlinger Umlauftal (21,4930 km²)

  - 252.2 Irsch-Wiltinger Hunsrückrand (18,2865 km²)

### 26Gutland(D49)
Gesamtfläche: 915,6924 km²
- 260 Mosel-Saar-Gau und Ostluxemburger Gutland (149,8097 km²)
  - 260.0 Mosel-Saar-Hochflächen (56,6213 km²)
    - 260.02 Borger Hochfläche (0,5383 km²)
    - 260.03 Moselhochflächen (56,0830 km²)

  - 260.1 Perl-Wincheringer Riedel (12,8926 km²)
  - 260.2 Obermosel (34,7794 km²)
    - 260.22 Remicher Talweitung (0,1808 km²)
    - 260.23 Nitteler Moseltal (34,5985 km²)

  - 260.3 Saargau-Randhöhen (38,5713 km²)
  - 260.4 Freudenburger Muschelkalkplatte (6,9450 km²)
- 261 Bitburger Gutland und Oeslingvorland (672,7178 km²)
  - 261.0 Südliches Gutland (76,2524 km²)
    - 261.00 Butzweiler Gutland (28,6848 km²)
    - 261.01 Trierweiler Gutland (47,5676 km²)

  - 261.1 Unteres Sauertal (21,1467 km²)
  - 261.2 Zentrales Gutland (218,1805 km²)
    - 261.20 Gilzemer Hochfläche (65,2384 km²)
    - 261.21 Welschbilliger Hochflächenrand (40,4800 km²)
    - 261.22 Bitburger Keuperhochfläche (67,7501 km²)
    - 261.23 Unteres Nimstal (44,7120 km²)

  - 261.3 Unteres Kylltal (40,1159 km²)
  - 261.4 Speicherer Plateau (81,9351 km²)
    - 261.40 Speicherer Hochflächenrand (39,0006 km²)
    - 261.41 Herforster Sandsteinhochfläche (42,9345 km²)

  - 261.5 Gindorfer Hochfläche (78,4595 km²)
  - 261.6 Mettendorfer Stufenland (93,8876 km²)
  - 261.7 Wallendorfer Ourtal (4,1488 km²)
  - 261.8 Bickendorfer Hochfläche (58,5915 km²)
- 262 Ferschweiler und Luxemburger Sandsteinhochfläche (93,1649 km²)
  - 262.0 Bedhard-Ferschweiler Plateau (80,4450 km²)
    - 262.00 Bedhard-Rücken (10,1684 km²)
    - 262.01 Wolsfelder Heiderücken (15,2128 km²)
    - 262.02 Holsthumer Prümtal (18,1153 km²)
    - 262.03 Ferschweiler-Plateau (36,9486 km²)

  - 262.1 Bollendorfer Sauertal (12,7199 km²)

### 27 Osteifel (zu D45)
Gesamtfläche: 2.593,3056 km²
- 270 Moseleifel (790,0552 km²)

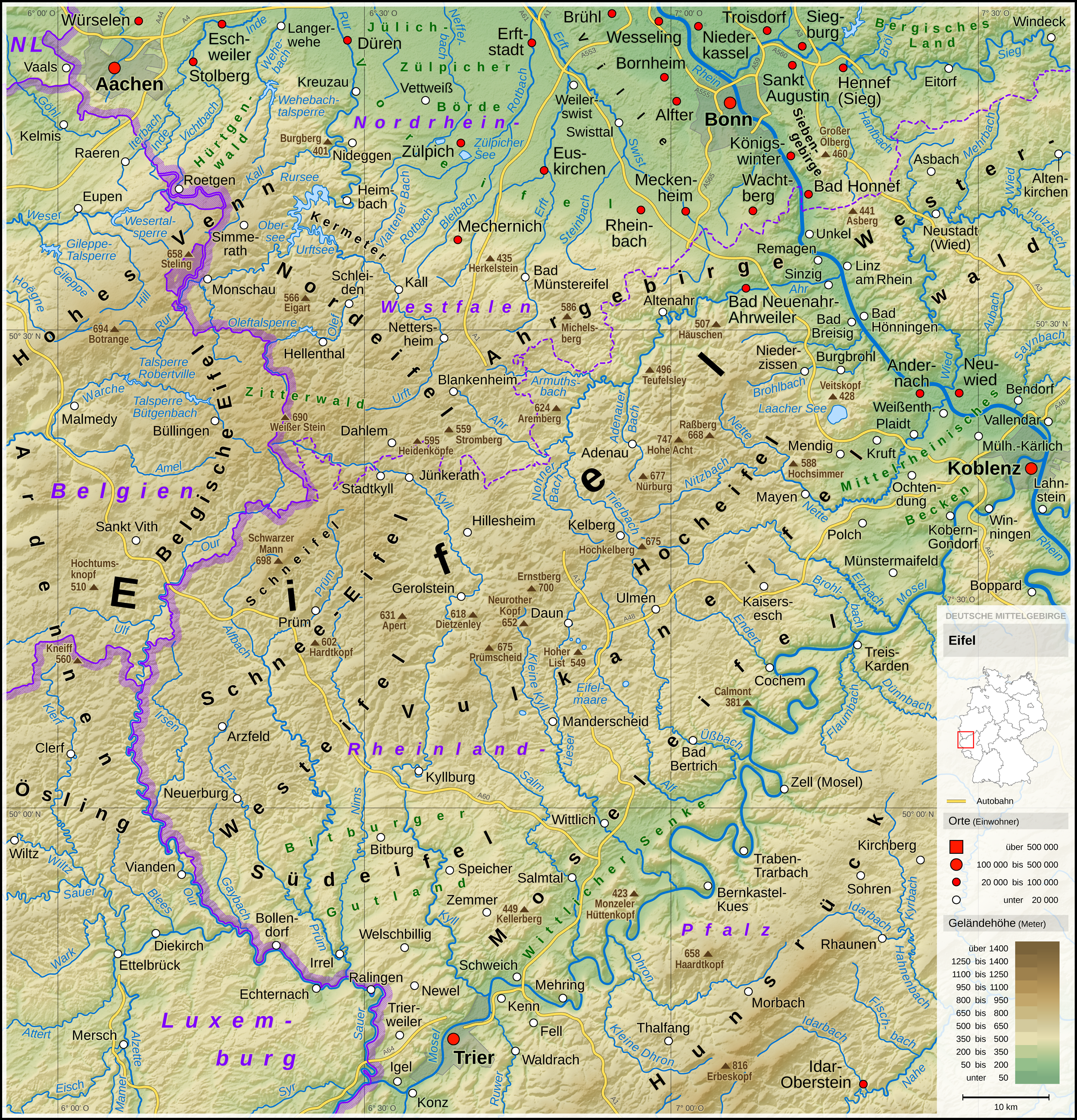
Eifelkarte

  - 270.0 Östliche Moseleifel (269,3467 km²)
    - 270.00 Elztal (26,7871 km²)
    - 270.01 Kaisersescher Eifelrand (104,1525 km²)
    - 270.02 Gevenicher Hochfläche (138,4071 km²)

  - 270.1 Unteres Ueßbachtal (20,6023 km²)
  - 270.2 Kondelwald (24,8771 km²)
  - 270.3 Öfflinger Hochfläche (136,6507 km²)
  - 270.4 Mittleres Liesertal (25,7156 km²)
  - 270.5 Südliche Vulkaneifel (164,1671 km²)
    - 270.50 Daun-Manderscheider Vulkanberge (83,5247 km²)
    - 270.51 Dauner Maargebiet (80,6424 km²)

  - 270.6 Wittlicher Heckenland (105,9256 km²)
    - 270.60 Naurather Horst (19,8545 km²)
    - 270.61 Arenrather Hochfläche (15,2233 km²)
    - 270.62 Littgener Hochfläche (70,8478 km²)

  - 270.7 Meulenwald (42,7701 km²)
- 271 Östliche Hocheifel (642,4792 km²)
  - 271.0 Olbrücker Eifelrand (29,6053 km²)
  - 271.1 Kempenicher Tuffhochfläche (46,8611 km²)
  - 271.2 Hohe-Acht/Nitz-Nette-Bergland (170,8240 km²)
    - 271.20 Hohe-Acht-Bergland (107,4292 km²)
    - 271.21 Nitz-Nette-Wald (63,3948 km²)

  - 271.3 Elzbachhöhen (129,4231 km²)
  - 271.4 Südwestsaum der Östlichen Hocheifel (265,7657 km²)
    - 271.40 Trierbach-Lieser-Quellbergland (111,0164 km²)
    - 271.41 Ueßbachbergland (54,8765 km²)
    - 271.42 Müllenbacher Riedelland (66,9538 km²)
    - 271.43 Mittleres Ueßbachtal (32,9190 km²)
- 272 Ahreifel (365,4916 km²)
  - 272.0 Reifferscheider Bergland (64,0334 km²)
  - 272.1 Nördliches Ahrbergland (106,5404 km²)
  - 272.2 Mittleres Ahrtal (64,6564 km²)
    - 272.20 Dümpelfelder Ahrtal (36,3527 km²)
    - 272.21 Recher Ahrengtal (28,3037 km²)

  - 272.3 Südliches Ahrbergland (130,2614 km²)
- 274 Münstereifeler Wald und Nordöstlicher Eifelfuß (81,4730 km²)
  - 274.0 Münstereifeler Tal (0,1859 km²)
  - 274.1 Münstereifeler Wald (3,3186 km²)
  - 274.2 Swist-Eifelfuß (24,0902 km²)
  - 274.3 Königsfelder Rhein-Eifelfuß (53,8782 km²)
- 276 Kalkeifel (370,9586 km²)
  - 276.2 Blankenheimer Kalkrücken (2,0815 km²)
  - 276.3 "Eichholz"-Rücken (4,5791 km²)
  - 276.5 Dollendorfer Kalkmulde (24,5273 km²)
  - 276.6 Senkenbusch (19,1194 km²)
  - 276.7 Ahrdorf-Hillesheimer Kalkmulden (51,5869 km²)
    - 276.70 Ahrdorfer Kalkmulde (9,9589 km²)
    - 276.71 Hillesheimer Kalkmulde (41,6280 km²)

  - 276.8 Nördliche Vulkaneifel (165,9547 km²)
    - 276.80 Kyll-Vulkaneifel (107,7810 km²)
    - 276.81 Dockweiler Vulkaneifel (58,1737 km²)

  - 276.9 Südliche Kalkmulden (103,1098 km²)
    - 276.90 Gerolsteiner Kalkmulde (16,7106 km²)
    - 276.91 Prümer Kalkmulde (86,3992 km²)
- 277 Kyllburger Waldeifel (342,8480 km²)
  - 277.0 Neidenbacher Sandsteinplateau (79,7366 km²)
  - 277.1 Mittleres Kylltal (51,6029 km²)
  - 277.2 Kyllburger Waldrücken (149,2272 km²)
    - 277.20 Prümscheid (55,8567 km²)
    - 277.21 Wittlicher Wald (93,3704 km²)

  - 277.3 Salmer Hügelland (62,2814 km²)

### 28Westeifel(zu D45)
Gesamtfläche: 933,8717 km²

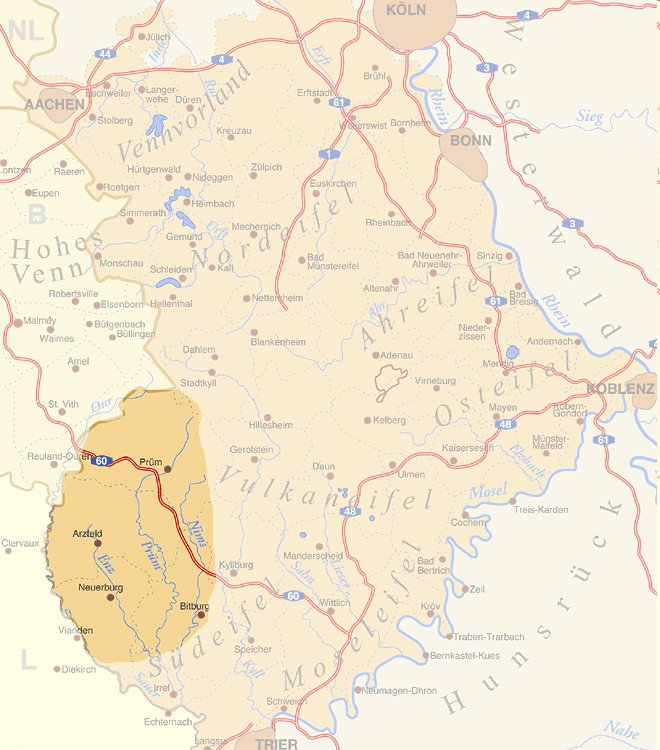
Ungefähre Lage der Westeifel

- 280 Islek und Ösling (703,7872 km²)
  - 280.0 Östlicher Islek (103,1142 km²)
    - 280.00 Lascheider Hochfläche (67,7294 km²)
    - 280.01 Mittleres Prümtal (35,3847 km²)

  - 280.1 Mittlerer Islek (246,5598 km²)
    - 280.10 Arzfelder Hochfläche (143,3869 km²)
    - 280.11 Neuerburger Enztal (16,2371 km²)
    - 280.12 Karlshausener Hochfläche (86,9358 km²)

  - 280.2 Westlicher Islek (147,1904 km²)
    - 280.20 Leidenborner Hochfläche (104,5242 km²)
    - 280.21 Winterscheider Hochfläche (42,6663 km²)

  - 280.3 Mittleres Ourtal (27,1016 km²)
    - 280.30 Urb-Viander Ourtal (24,7905 km²)
    - 280.31 Gentinger Ourtal (2,3111 km²)

  - 280.4 Südliches Schneifelvorland (130,1145 km²)
  - 280.5 Islek-Vorstufe (49,7067 km²)
- 281 Westliche Hocheifel (230,0844 km²)
  - 281.0 Schneifelrücken (64,3894 km²)
  - 281.1 Nördliches Schneifelvorland (46,5881 km²)
    - 281.10 Brandscheider Schneifelvorland (46,5605 km²)
    - 281.11 Manderfelder Schneifelvorland (45,3470 km²)

  - 281.2 "Grenzwald"-Rücken (3,6221 km²)
    - 281.21 Losheimer Wald (3,6221 km²)

  - 281.3 Oberes Kylltal (21,5647 km²)
  - 281.4 Duppacher Rücken (48,6009 km²)

### 29Mittelrheingebiet(D44)
Gesamtfläche: 1.137,9405 km²
- 290 Oberes Mittelrheintal (242,8602 km²)
  - 290.0 Binger Pforte (7,9065 km²)
  - 290.1 Bacharacher Tal (34,8529 km²)
  - 290.2 St. Goarer Tal (105,1145 km²)
  - 290.3 Bopparder Schlingen (79,4321 km²)
  - 290.4 Lahnsteiner Pforte (15,5542 km²)
- 291 Mittelrheinisches Becken (581,5407 km²)
  - 291.0 Neuwieder Rheintalweitung (97,0178 km²)
  - 291.1 Neuwieder Beckenrand (69,9040 km²)
    - 291.10 Hüllenberger Randterrasse (6,8107 km²)
    - 291.11 Wollendorf-Gladbacher Beckenhang (36,9795 km²)
    - 291.12 Ehrenbreitsteiner Randterrasse (26,1138 km²)

  - 291.2 Maifeld-Pellenzer Hügelland (368,3659 km²)
    - 291.20 Andernach-Koblenzer Terrassenhügel (91,4585 km²)
      - 291.201 Koblenzer Moseltal (6,5020 km²)
      - 291.202 Karthause (4,5785 km²)

    - 291.21 Karmelenberghöhe (30,3060 km²)
    - 291.22 Pellenzer Senken- und Hügelland (90,0476 km²)
      - 291.220 Pellenzvulkane (27,5408 km²)
      - 291.221 Pellenzsenke (37,5048 km²)
      - 291.222 Pellenzhöhe (25,0020 km²)

    - 291.23 Niedermaifeld (103,2137 km²)
      - 291.230 Niedermaifelder Senke (53,4280 km²)
      - 291.231 Niedermaifelder Terrasse (33,8993 km²)
      - 291.232 Niedermaifelder Höhe (15,8864 km²)

    - 291.24 Obermaifeld (45,7993 km²)
    - 291.25 Mayener Kessel (7,5408 km²)

  - 291.3 Unteres Moseltal (46,2530 km²)
    - 291.30 Dieblicherberg-Terrasse (9,6617 km²)
- 292 Unteres Mittelrheingebiet (313,5396 km²)
  - 292.0 Laacher Vulkane (89,0383 km²)
    - 292.00 Laacher Kuppenland (49,8474 km²)
    - 292.01 Ettringer Vulkankuppen (39,1909 km²)

  - 292.1 Unteres Mittelrheintal (59,7676 km²)
    - 292.10 Andernacher Pforte (12,8700 km²)
    - 292.11 Linz-Hönninger Talweitung (40,6804 km²)
    - 292.12 Honnefer Talweitung (6,2171 km²)

  - 292.2 Rhein-Ahr-Terrassen (140,8561 km²)
    - 292.20 Brohl-Sinziger Terrassenflur (51,7163 km²)
    - 292.21 Ahrmündungstal (25,6519 km²)
    - 292.22 Grafschafter Lösshügelland (28,8438 km²)
    - 292.23 Oberwinterer Terrassen- und Hügelland (34,6442 km²)

  - 292.3 Linzer Terrasse (23,8776 km²)

### 30Taunus(D41)
Gesamtfläche: 453,1178 km²

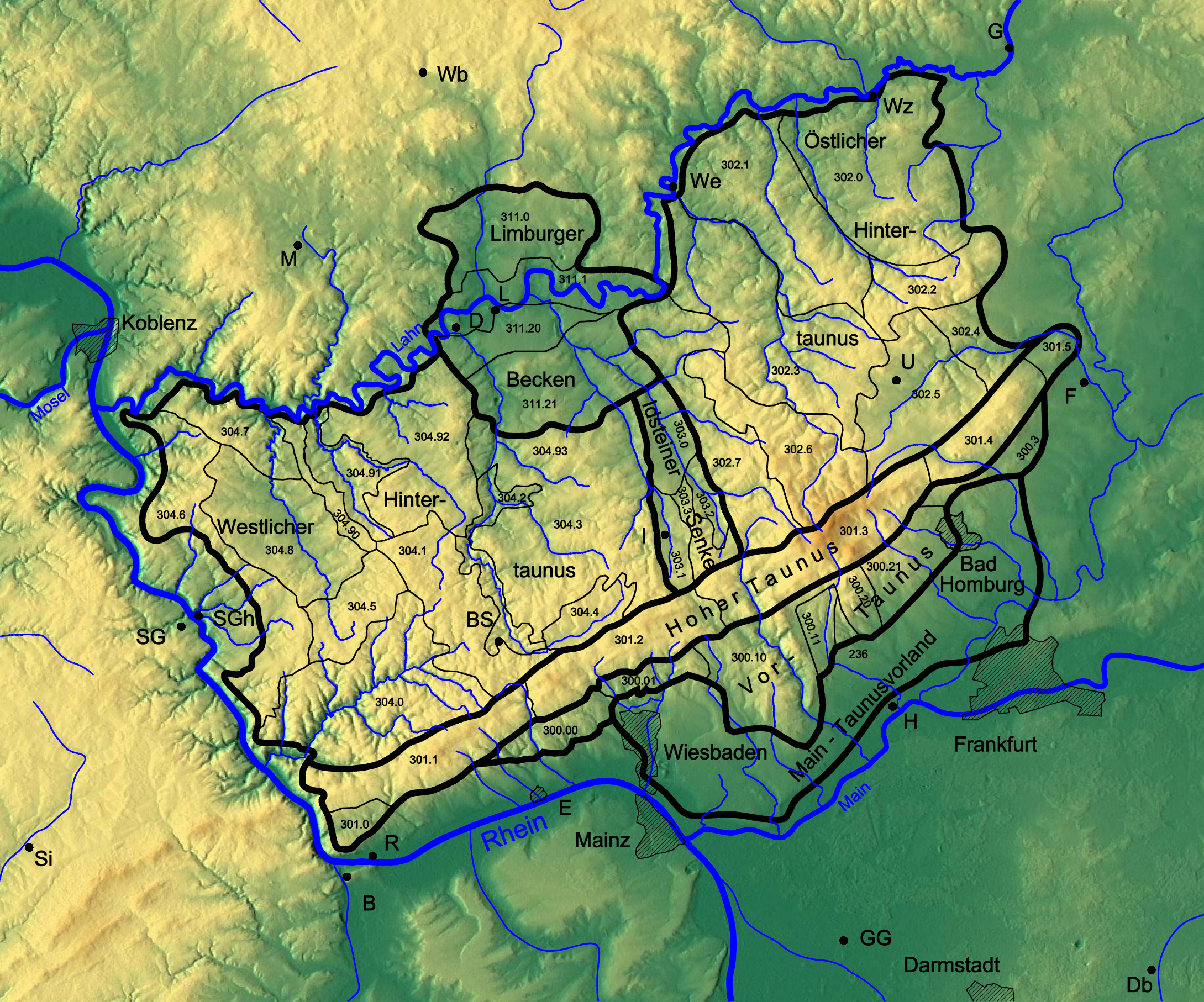
Naturräumliche Gliederung des Taunus

- 304 Westlicher Hintertaunus (453,1178 km²)
  - 304.0 Wispertaunus (12,4626 km²)
  - 304.1 Westlicher Aartaunus (4,6560 km²)
  - 304.2 Bad Schwalbach-Hohensteiner Aartal (1,9543 km²)
    - 304.20 Aar-Aubach-Grund (0,2660 km²)

  - 304.3 Östlicher Aartaunus (6,1858 km²)
  - 304.5 Zorner Hochfläche (19,5442 km²)
  - 304.6 Mittelrheintaunus (109,5577 km²)
  - 304.7 Unterlahnhöhen (38,1923 km²)
  - 304.8 Nastätter Mulde (92,5842 km²)
  - 304.9 Katzenelnbogener Hochfläche (167,9807 km²)
    - 304.90 Dörsbach/Mühlbach-Wasserscheide (16,2366 km²)
    - 304.91 Unteres Dörsbach-Tiefenbach-Gebiet (34,4150 km²)
    - 304.92 Zentrale Katzenelnbogener Hochfläche (104,4274 km²)
    - 304.93 Schiesheimer Aartalweitung (12,9017 km²)

### 31 Gießen-Koblenzer Lahntal (D40)
Gesamtfläche: 134,6883 km²
- 310 Unteres Lahntal (79,4333 km²)
  - 310.0 Balduinsteiner Lahntal (38,6268 km²)
  - 310.1 Nassauer Lahntal (22,7807 km²)
  - 310.2 Bad Ems-Mieller Lahntal (18,0258 km²)
- 311 Limburger Becken (55,2550 km²)
  - 311.0 Nordlimburger Beckenhügelland (5,1706 km²)
    - 311.01 Hadamar-Elzer Beckenrand (5,1706 km²)

  - 311.1 Inneres Limburger Becken (18,9284 km²)
    - 311.10 Linter-Platte (7,7404 km²)
    - 311.13 Limburger Lahntalweitung (11,1880 km²)

  - 311.2 Südlimburger Beckenhügelland (31,1559 km²)

### 32Westerwald (Naturraum)(D39)
Gesamtfläche: 1.835,6224 km²
- 321 Dilltal (0,7697 km²)
  - 321.1 Dietzhölzetal (0,7697 km²)
- 322 Hoher Westerwald (221,40,86 km²)
  - 322.0 Westerwälder Basalthochfläche (169,9864 km²)
  - 322.1 Neunkhausen-Weitefelder Plateau (51,4221 km²)
- 323 Oberwesterwald (363,5176 km²)
  - 323.1 Oberwesterwälder Kuppenland (17.603,48 km²)
  - 323.2 Dreifelder Weiherland (148,9669 km²)
  - 323.3 Südoberwesterwälder Hügelland (38,5159 km²)
    - 323.30 Steinefrenzer Platte (25,5315 km²)
- 324 Niederwesterwald (1.249,9265 km²)
  - 324.0 Emsbach-Gelbach-Höhen (192,5234 km²)
    - 324.00 Horchheimer Höhe (28,2423 km²)
    - 324.01 Emsbachtal (14,0962 km²)
    - 324.02 Hochfläche von Welschneudorf (78,7691 km²)
    - 324.03 Gelbachtal (15,2917 km²)
    - 324.04 Eppenroder Hochfläche (56,1242 km²)

  - 324.1 Montabaurer Höhe (64,3905 km²)
  - 324.2 Montabaurer Senke (106,3930 km²)
    -       - 324.201 Malberg (0,38,48 km²)

  - 324.3 Kanne(n)bäcker Hochfläche (62,1449 km²)
  - 324.4 Rhein-Wied-Rücken (70,3231 km²)
  - 324.5 Waldbreitbacher Wiedtal (43,4298 km²)
  - 324.6 Sayn-Wied-Hochfläche (216,5299 km²)
    - 324.60 Isenburger Sayntal (13,0004 km²)

  - 324.7 Dierdorfer Senke (98,6440 km²)
  - 324.8 Asbach-Altenkirchener Hochflächen (354,5482 km²)
    - 324.80 Asbacher Hochfläche (149,8615 km²)
    - 324.81 Altenkirchener Hochfläche (204,6867 km²)

  - 324.9 Rheinwesterwälder Vulkanrücken (40,9996 km²)

### 33Bergisch-Sauerländisches Gebirge(D38)
Gesamtfläche: 435,6016 km²
- 330 Mittelsiegbergland (286,0398 km²)
  - 330.0 Südliches Mittelsiegbergland (150,7856 km²)
    - 330.00 Leuscheid (50,9492 km²)
    - 330.01 Nisterbergland (99,8364 km²)

  - 330.1 Mittelsiegtal (31,2668 km²)
  - 330.2 Nördliches Mittelsiegbergland (103,9875 km²)
    - 330.21 Morsbacher Bergland (103,9875 km²)
- 331 Siegerland (142,2253 km²)
  - 331.0 Nordsiegerländer Bergland (12,6367 km²)
    - 331.02 Freudenberger Bergland (12,6367 km²)

  - 331.3 Hellerbergland (76,5549 km²)
    - 331.30 Nördliches Hellerbergland (25,6195 km²)
    - 331.32 Südliches Hellerbergland (50,9355 km²)

  - 331.4 Niederschelden-Betzdorfer Siegtal (28,9534 km²)
  - 331.5 Giebelwald (24,0803 km²)
- 336 Südsauerländer Bergland (7,2604 km²)
  - 336.6 Oberbiggehochfläche (7,2604 km²)
- 339 Oberagger- und Wiehlbergland (0,0761 km²)
  - 339.4 Oberwiehlbergland (0,0761 km²)

### 55Niederrheinische Bucht(zu D35)
Gesamtfläche: 6,1653 km²
- 551 Köln-Bonner Rheinebene (0,1560 km²)
  - 551.5 Godesberger Rheintaltrichter (0,1560 km²)
- 553 Zülpicher Börde (6,0093 km²)
  - 553.0 Rheinbacher Lössplatte (6,0093 km²)
    - 553.01 Swistbucht (6,0093 km²)